# Vivian Fine
Vivian Fine (28. september 1913 i Chicago, Illinois, USA – 20. marts 2000 i Bennington, Vermont, USA) var en amerikansk komponist.
Fine hører til en af USA's mest betydningsfulde komponister i det 20. århundrede.[kilde mangler] Hun har skrevet over 140 værker og var nok mest kendt for sin kammermusik, men hun har også skrevet musik i mange andre genrer. Fine studerede hos Roger Sessions, og hendes tidlige stil var meget kontrapunktisk og dissonant. Hun var støttet af og tæt knyttet til Henry Cowell og Aaron Copland, som beundrede hendes talent. 
Hun døde ved en trafikulykke i 2000, 86 år gammel.